# Sumba
För andra betydelser, se Sumba (olika betydelser).
Sumba (danska: Sumbø) är Färöarnas sydligast belägna samhälle, beläget på ön Suðuroys sydvästkust, skyddad från havet av Sumbiarhólmur. Sumba är centralort i kommunen Sumbas kommun som också omfattar grannbyarna Akrar och Lopra. Vid folkräkningen 2015 bodde här 239 invånare, mot 540 invånare 1985. Sumbas fotbollslag heter SÍ Sumba.
Sumba var från början en jordbruksort som i huvudsak livnärde sig på fårskötsel. Än idag finns en betydande fårindustri i byn, men fiskeindustrin har blivit allt viktigare. Likt resten av ön har Sumba upplevt en frånflyttning sedan 1950-talet, och särskilt under finanskrisen under 1990-talet. Sumba har tidigare varit en väglös och förhållandevis isolerad by, men fick 1997 en vägtunnel till Lopra. I och med detta har lättare förbindelser skapats till närmaste större staden Vágur.

## Historia
Namnet är troligtvis av en sammansättning av fornnordiskans suður ("söder") och bœr ("Bö"), och var från början suður í Bø. Namnet sattes samman och blev Suðurbø och senare Sunnbø. Det dubbla "n" ersattes av ett "m" och ändringen återspeglas i det danska namnet för byn, Sumbø. Detta namn användes i poststämplar mellan 1920 och 1962.
Sumba nämns inte i de äldsta skriftliga källorna från Färöarna, men grundades troligtvis under landnamstiden efter 825 som en av Färöarnas äldsta byar. Arkeologiska utgrävningar av fornnordiska bosättningar och det topografiska namnet indikerar detsamma.
Sägnen säger att de första bosättarna i Sumba var iriska munkar på 600-talet. Det hävdas också att frisarna hade en egen bosättning vid Akraberg, strax söder om Sumba, och bodde här från 1200-talet och fram tills digerdöden då samhället utplånades 1350. Två skall ha överlevt och dessa flyttade till Sumba. Frisarna var hedningar långt efter att resten av Färöarna kristnades. Det sägs att dessa delvis levde på sjöröveri, och nämns i flera sägner. På 1600-talet härjades flera av orterna på Suðuroy av sjörövare. Det sägs att ett sjörövarskepp förliste vid Sumbiarhólmur 1627 och att endast en av besättningen överlevde.
Vid införandet av det lokala självstyret 1872 var Sumba en del av Suðuroys prästgäldskommun. Sumba utskildes som egen kommun 1908 tillsammans med Akrar, Lopra, den nu frånflyttade Akraberg och Víkarbyrgi. Kommunens gränser har sedan dess varit oförändrade.